# SCRAMBLES
SCRAMBLES（スクランブルズ）は、日本の音楽制作プロダクション（サウンドクリエイターチーム）。代表取締役は松隈ケンタ。多様な音楽ジャンルを全て混ぜ合わせ、爆裂にカッコいいサウンドを作る集団であることから「SCRAMBLES」と命名。

## 概要
BiSH、BiSなどの音楽プロデューサー松隈ケンタが立ち上げたサウンドクリエイターチーム。スローガンに「爆裂」を掲げ、様々なサウンドや各々の得意分野の技術を駆使しながら、圧倒的スピード感と圧倒的な音のこだわりを常に追求している。
音楽業界では成立しないと言われているチーム体制での制作スタイルはテレビでも特集され、音楽業界にインパクトを与えている。
これまでに手がけたアーティストはメジャー・インディーズ問わず、J-POPに本格的なロックを取り入れたサウンドに定評があり、BiSH、BiS、EMPiRE、GANG PARADE、中川翔子、Kis-My-Ft2、柴咲コウ等、様々なジャンルやサウンドを手がける。
アイドルミュージックの根底を覆すエモーショナルなロックナンバー、ダンサブルなエレクトロニック・ダンス・ミュージック楽曲を日々制作し、近年のアイドルがロックを歌うムーヴメントに大きな影響を与えたパイオニアでもある。2018年編曲家年間ランキング27位。

## 沿革
2011年
- 3月 - 松隈ケンタを中心に、サウンドクリエイターチーム「スクランブルズ」発足。

2012年
- 2月 - PINBALL.LAB スタジオ設立。
自主企画「ラボフェス」を月一で開催。

2013年
- 4月 - インディーズレーベル、「スクランブルレコーズ」を発足。
- 5月 - ラボフェスに続く自主企画イベント「サウンドスクランブル vol.1」渋谷Club Asiaで開催[2]。
- 6月 - 2回目の「サウンドスクランブル vol2」渋谷CHELSEA HOTELで開催[3]。
- 8月 - 「サウンドスクランブル vol.3」渋谷CHELSEA HOTELで開催[4]。
- 10月 - 「サウンドスクランブル vol.4」渋谷CHELSEA HOTELで開催。

2014年
- 4月 - 株式会社スクランブルズ設立。
- 5月 - 「サウンドスクランブル vol.5」渋谷CHELSEA HOTELで開催[5]。
- 9月 - 株式会社WACKとの共同企画「SCRAMBLES & WACK FES」渋谷Club Asiaで開催。

2015年
- 6月 - 東京・大岡山に「スクランブルスタジオ」を設立。
- 新人アーティスト、クリエイターの育成にも積極的に取り組む為、音楽スクール「スクランブルズミュージックカレッジ（SMC）」を開校。

2016年
- 5月 - 下北沢スタジオ・スクランブルズミュージックカレッジ下北沢校を開校。

2017年
- 9月 - 2回目となる株式会社WACKとの共同企画「SCRAMBLES & WACK FES」渋谷WWW Xで開催[6]。
- 12月 - 3回目となる株式会社WACKとの共同企画SCRAMBLES & WACK FES」Zepp DiverCity TOKYOで開催[7]。

2018年
- 4月 - 東京の東北沢にオフィスを設立。
- 10月 - 松隈の地元福岡県にスクランブル福岡スタジオを新たに設立。
リハーサルスタジオ利用やレコーディングブースを完備し、東京のスクールで培った技術を福岡でも教え、福岡の音楽シーンを盛り上げる一翼を担っている。

2019年
- 1月 - 九州・沖縄在住限定レーベル「scramble edge」を発足。2019年1月に第一弾アーティストにイカズチの髪をリリース以降、毎月１アーティストの配信リリースを続けている。
- 10月 - 松隈の故郷福岡にて自社企画「親不孝スクランブル Episode1」を天神DRUM SONにて開催。scramble edgeレーベルからPORFIDIO、空狐3000、SEAGULL、FOXEYES、FREE WALK FREEが出演し、会場を盛り上げた。
- 11月 - 福岡天神にオフィスを設立。東京と福岡合わせて5箇所に拠点をおくまでに成長。
株式会社WACKとの会社設立5周年記念イベント「SCRAMBLES and WACK 5th ANNiVERSARY PARTY」を開催。
BiSHやBiS、EMPiREなどWACK所属アーティストが出演し、業界関係者約600人が集まるイベントとなった。
- 12月 - 下北沢に新スタジオ「スクランブル代沢スタジオ」を設立[8]。
「親不孝スクランブル Episode2」を天神DRUM SONにて開催。scramble edgeレーベルからイカズチの髪、Seethrus、SEAGULLが参加。また、追加として福岡の若手バンド、アースピ-auspice-、THEコットンクラブが出演し、会場を盛り上げた。

2020年
- 2月 - 「親不孝スクランブル Episode3」を天神DRUM SONにて開催。scramble edgeのアーティストや、アースピ-auspice-などが出演予定。

## 所属ミュージシャン
クリエイター
- 松隈ケンタ （Buzz72+）
- JxSxK （渡辺淳之介）
- 楠瀬拓哉 （ex.Hysteric Blue）
- 井口イチロウ（T.S.I）
- 田仲圭太
- 佐藤カズキ（T.S.I）
- 若山トシユキ
- 平野眞二郎（平シンジ）
- some
- 轟タカシ （Buzz72+）
- oni
- 豊住サトシ（T.S.I）
- 吉岡紘希（ex.plenty）

エンジニア
- 沖悠央
- タカキダイ

クリエイターユニット
- T.S.I（豊住サトシ、佐藤カズキ、井口イチロウ）
- TOPICS.LAB

scramble edge
- イカズチの髪[9]
- 空狐3000[10]
- jam'[11]
- YUNOSY[12]
- PORFIDIO[13]
- 姫と家来。[14]
- Seethrus[15]
- SEAGULL[16]
- RELGUL[17]
- ペトリコール[18]
- The コットンクラブ[19]

SCRAMBLE RECORDS
- JOVO
- THE INTEGRAL POULTRY（愛称INPO）
- タケブチアヤネとイグチ
- the milky tangerine
- convenience
- HORIZONS（松隈ケンタソロプロジェクト）

## 主な音楽プロデュース・アーティスト
WACK関連
- BiSH
- BiS
- GANG PARADE
- EMPiRE
- 豆柴の大群
- GO TO THE BEDS
- PARADISES
- CARRY LOOSE
- WAgg

その他
- 柏木由紀
- 中川翔子
- Kis-My-Ft2
- 柴咲コウ
- 夢みるアドレセンス
- 私立恵比寿中学
- halca
- Especia
- 井上苑子
- Aell.
- つばさFly
- 蟲ふるう夜に
- Tifan
- PiiiiiiiN
- POPPING EMO
- AZKi
- 江戸レナ
- 宮本佳林
- DISH//
- 香取慎吾
- HaSH
- MELiSSA
- Symdolick

ほか